# 최민 (1987년)
최상(1987년 1월 1일~)은 대한민국의 배우이자 모델이며, 한때 잠시 가수로도 활약했다. 배우로의 첫 데뷔는, 2007년에 당시 프로젝트 모던 팝 록 음악 밴드였던 〈리리밴드〉의 데뷔곡이기도 한, 《슈퍼에 갔어》라는 노래 작품의 뮤직 비디오(music video)를 통하여 단역 배우로 처음 데뷔했다.

## 학력
- 압구정고등학교 졸업
- 중앙대학교 예술대학 미디어영상학과 학사

## 출연 작품

### 연기 활동

#### 영화
- 2009년 《여고괴담 5: 동반자살》 ... 최기호 역
- 2012년 《강철대오: 구국의 철가방》 ... 육정엽 역

#### 드라마
- 2008년 MBC 일일시트콤 《그분이 오신다》 ... 최민 역
- 2009년 MBC 수목드라마 《맨땅에 헤딩》 ... 조병기 역
- 2010년 MBC 월화드라마 《파스타》 ... 네모 역
- 2010년 KBS 드라마 스페셜 《락 락 락》 ... 김재기 역
- 2011년 KBS1 일일연속극 《우리집 여자들》 ... 최준영 역
- 2012년 KBS2 수목드라마 《KBS 드라마 스페셜 연작 시리즈 - 보통의 연애》 ... 권대웅 역
- 2012년 SBS 주말극장 《내 사랑 나비부인》 ... 김백기 역
- 2014년 KBS1 일일연속극 《고양이는 있다》 ... 윤성일 역
- 2015년 tvN 금토드라마 《슈퍼대디 열》 ... 류현우 역
- 2015년 SBS 드라마스페셜 《용팔이》 ... 최성훈 역
- 2015년 E채널 & 드라마큐브 일요드라마 《라이더스: 내일을 잡아라》 ... 강윤재 역
- 2015년 SBS 특집드라마 《설련화》 ... 강태주 역
- 2016년 tvN 불금불토스페셜 《신데렐라와 네명의 기사》 ... 이윤성 역
- 2022년 SBS 금토드라마 《어게인 마이 라이프》 ...이연석 역
- 2024년 KBS2 일일드라마 《신데렐라 게임》... 황진구 역

#### 공연

##### 뮤지컬
- 2009년 《온에어》 ... 알렉스 크림슨 역

### 이외 단발적 연기 활동

#### 뮤직 비디오
- 2007년 리리밴드 - 《슈퍼에 갔어》
- 2009년 아이비 - 《Touch Me》

#### CF 광고
- 《다음 소셜 검색》
- 《다음 로드뷰》
- 《맥도날드 맥카페 프리미엄》
- 《코카콜라》
- 《삼성전자》

## 앨범
| 앨범 번호 | 앨범 정보                             | 트랙 리스트                         |
| --------- | ------------------------------------- | ----------------------------------- |
| 1         | 행복했을까 - 발매일 : 2009년 1월 21일 | 1. 행복했을까 2. 행복했을까 (Inst.) |